# The Groove Adventure Rave
A The Groove Adventure Rave vagy Rave (レイヴ; Hepburn: Reivu; stilizálva RAVE; angol nyelvterületen Rave Master) japán mangasorozat, amelyet Masima Hiro írt és illusztrált. A sorozat a tinédzser Haru Glory utazását követi nyomon, melyen a szent Rave kő öt darabját keresi, hogy azzal legyőzze a Demon Card nevű bűnszövetkezetet és békét hozzon a világra. Masima alapötlete, a világ körüli utazás nehézségeket okozott a manga publikálásában, tekintve jelentősre nőtt terjedelmét.
A manga a Súkan Sónen Magazine-ban jelent meg rendszeresen 1999 júliusa és 2005 júliusa között. Az egyes fejezeteket 35 tankóbon kötetbe gyűjtve adta ki a Kodansha. Észak-Amerikában a Tokyopop licencelte és jelentette meg kiadási jogainak lejártáig, majd a Del Rey Manga fejezte be a sorozat kiadását. A mangából egy 51 részes animefeldolgozás is készült a Studio Deen gyártásában, ami a TBS csatornán volt látható Japánban 2001. október 13. és 2002. szeptember 28. között. Az animesorozatot is a Tokyopop forgalmazta Észak-Amerikában és a Cartoon Network Toonami műsorblokkjában volt látható 2004-ben, majd a SyFy-on 2009-ben.
A Konami hat sorozathoz kapcsolódó videójátékot dobott piacra. A manga többségében pozitív fogadtatásban részesült, dicsérettel illették a történetet és a rajzmunkát. Az animesorozat Tokyopop által erősen megvágott változatát viszont elítélték az unalmas és zavaró párbeszédek és a taszító zenei aláfestés miatt. A sorozat népszerűségének köszönhetően számos kapcsolódó termék, így akciófigurák, gyűjtögetős kártyajátékok, társasjátékok kerültek piacra.

## Cselekmény

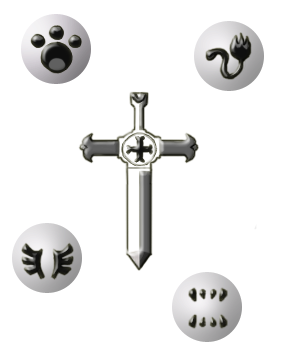
A Rave kövei: a Tudás Köve, az Igazság Köve, a Harc Köve, a Sors Köve és középen a kőkard. Mindegyik kő jelentősen megnöveli viselője harci tudását, emberfeletti erővel ruházza fel, vagy megmutatja számára az igazságot.

### Háttér
0015-ben a világot romlásba taszította a Darkbring, a sötétség köve, amely erőteljes mágiával és különböző természetfeletti képességekkel ajándékozza meg használóit. A Darkbringet a Raregrove Királyság és a Symphonia Királyság használta egymás ellen az öt Rave kő, a fény köveinek birtoklásáért. Shiba Roses, az első Rave mester (az egyetlen személy, aki képes használni a Rave erejét) megkísérelte elpusztítani a Sinclaire-t, minden darkbring „anyját” Tízparancsolat nevű kardjával. Ez azonban egy hatalmas robbanást eredményezett, ami Overdrive néven vált ismertté és elpusztította az ismert világ egytizedét. Maga Shiba megmenekült a robbanásban Plue-nak köszönhetően, aki védőpajzsot húzott a Rave erejével. Plue, a Rave öt darabja és a Darkbring darabjai szétszóródtak a világban. Shiba a következő ötven évét Plue és a Rave keresésével töltötte, remélve, hogy elpusztíthatja a Darkbringet.

### Történet
50 évvel később, a tinédzser Haru Glory a békés Garage-szigeten él nővérével Cattleya-val. Haru véletlenül kihorgássza Plue-t, ami események sorát indítja be. Megjelenik Shiba a szigeten, hogy visszakérje Plue-t, de egy terroristaszervezet, a Demon Card emberei is szigetre érkeznek, hogy megöljék Shibát. Shiba elmondja Harunak, hogy ő a második Rave mester és rábízza a Tízparancsolatot, Plue-t és a Rave egyik kövét. Keresve az erőt, amellyel legyőzhetik a Demon Cardot, Haru és Plue elindulnak megkeresni a hiányzó Rave köveket. A Hip Hop-szigeten Haru összebarátkozik egy lánnyal, Elie-vel, aki nem emlékszik a múltjára. Útja alatt Haru számos ellenséggel kerül szembe a Demon Cardból, akik közül többen későbbi szövetségesévé válnak, mint Shuda és Sieg Hart. Emellett Haru számos barátra és segítőre lel, mint Hamrio Musica, a legendás kovács, Garein Musica unokája; Let Dahaka és Julia, akik emberi megjelenésük ellenére a sárkányok fajához tartoznak; Griffon Kato, egy különös kék élőlény és Plue barátja; Ruby, egy kaszinótulajdonos pingvin; Belnika, egy mágus, akiről tévesen úgy hitték, hogy képes irányítani az Etheriont; és Niebel, Sieg közeli barátja. Haru szembekerül Gale „King” Raregroove-val, aki a Raregroove Királyság királya és a Demon Card vezére. Din tornyában Haru újra találkozik eltűnt apjával Gale Glory-val és együttes erővel legyőzik a Demon Card királyát. Bár győzedelmeskednek, Gale feláldozza magát, hogy megmentse fiát Din elpusztulása közben.
Valamivel később felbukkan King fia, Lucia Raregroove és újraalapítja a Demon Cardot. Lucia el kívánja fogni Elie-t, hogy felhasználja a testében lakozó mágikus energiát, az Etheriont. Mikor Haru és csapata szembekerül Lucia erőivel, tudomást szereznek egy Endless nevű misztikus lényről, mely veszélyezteti az egész emberiséget egy újabb Overdrive előidézésével, és csak az Etherionnal lehetséges elpusztítani. Az összes Sinclairt használva Lucia elnyeli Endlesst. Lucia célja, hogy elpusztítsa a világot, mely valójában egy párhuzamos dimenzió, amelyet egy leszármazottja készített az Etherion erejével, miután az eredeti világot járványok pusztították el, és a családját emiatt átok sújtja. Miután Elie megtalálta az összes Rave-et, az Etheriont használva egyesíti őket. Hogy megelőzzék az újabb Overdrive-ot, Haru és barátai szembeszállnak Luciával és legerősebb szolgálóival a Star Memoryban. Bár Haru legyőzi Luciát, az Endless elnyeli őt, de meggyőzi Elie-t, hogy pusztítsa el, még ha az az életébe is kerül. Egy év elteltével Elie és a többiek meglátogatják Haru sírját, ahol Elie visszanyeri emlékeit. Haru is megjelenik, aki újra él a Star Memory varázserejének köszönhetően és csatlakozik a többi Rave harcoshoz. Ezután mindenki a saját útjára indul, míg Haru és Elie együtt folytatják az életüket a Garage-szigeten.

## A sorozat megszületése és az alkotói folyamat
Masima Hiro a világ körüli utazás élvezetének inspirálására alkotta meg a The Groove Adventure Rave-et. A végül 35 kötetté gyarapodó mű kapcsán Masima megjegyezte, hogy bár néha nehézségekbe ütközött a cselekmény előrevitelének kigondolása, még mindig élvezettel emlékszik vissza a Rave készítésére. A sorozat befejezését illetően a szerző úgy gondolja, hogy „kicsit érzelgős, kicsit szomorú” volt, emiatt kezdett egy vidámabb sorozatba, a Fairy Tailbe. A korai fejezeteknél Masimának több nehézsége is adódott a sorozat hátterét illetően. Mindazonáltal Masima rájött, hogy művészete fejezetről fejezetre fejlődik és egyre több tetszetős oldalban teljesedik ki. A kilencedik kötet végén, a Király és a Demon Cardok vereségével minden rejtély megoldódott, így Masima egy új mangasorozat készítését vette fontolóra. Mivel azonban túl konstruáltnak találta a konklúziót, végül úgy döntött, hogy folytatja a Rave-et.
Mind a Rave, mind a Fairy Tail esetében Masima főhőse az igazságot érvényesíti, de emellett szeretné, ha az olvasók megértenék, hogy a gonosztevők nem pusztán feketék és fehérek, okkal teszik azt, amit tesznek és ez komplex karakterekké teszi őket. Néhány esetben Masima írói blokkal szembesült, nem tudta bizonyos szereplők képességeit megalkotni, ahogy erre több olvasó is rámutatott a Dark Bringek esetében. A főhőst, Harut már a történet kitalálása előtt megalkotta és ő volt az a férfi szereplő, akit Masima mindig rajzolni akart. Társa, Plue már sokkal korábban, középiskolában kipattant Masima fejéből. Plue később saját melléksorozatot is kaphatott, amikor Masima egy sónen magazin számára rajzolt vicces megjelenésű szereplőket.

## Médiamegjelenések

### Manga
A The Groove Adventure Rave mangát Masima Hiro írta és illusztrálta. A Súkan Sónen Magazine-ban jelent meg rendszeresen 1999 júliusa és 2005 júliusa között, összesen 296 fejezeten keresztül. Az egyes fejezeteket 35 tankóbon kötetbe gyűjtötték össze és a Kodansha jelentette meg Japánban. Az első kötet 1999. november 17-én, míg az utolsó 2005. szeptember 16-án került a boltokba. A sorozat bunkoban formátumban is kiadásra került 18 kötetben 2006. augusztus 10. és 2007. április 12. között.
A manga angol nyelvű, észak-amerikai kiadását a Tokyopop kezdte meg és 32 kötetet adott ki Rave Master cím alatt. 2009. augusztus 31-én a Tokyopop bejelentette, hogy nem fogják tudni befejezni a sorozatot, mivel a Kodanshával között szerződésük lejárt és a kiadó kérte, hogy azonnal állítsák le korábban licencelt sorozataik publikálását, beleértve a Rave Mastert is. A következő hónapban közölték, hogy a Del Rey Manga megszerezte a sorozat kiadási jogait és 2010-ben megkezdi a hátralévő kötetek kiadását. Az utolsó három kötet egyetlen gyűjteménykötetben jelent meg. A Del Rey nem közölte, hogy tervezné a korábbi kötetek újrakiadását.
A sorozatot francia nyelven a Glénat, spanyol nyelven a Norma Editorial, olasz nyelven pedig az Editions Star Comics adja ki. Németországban az Egmont Manga & Anime jelentette meg és a havonta megjelenő Manga Power antológiában is olvasható volt. A The Groove Adventure Rave volt az egyik első olyan manga, ami spanyol nyelven jelent meg Észak-Amerikában, a Public Square Books kiadásában.
2011-ben Masima elkészített egy crossover one-shot mangát a The Groove Adventure Rave-vel és a Fairy Taillel, Fairy Tail × Rave címmel. A manga a Kodansha Magazine Special magazinjának májusi számában jelent meg.

### Anime
A mangából egy 51 részes animefeldolgozás is készült Groove Adventure Rave címmel, a Studio Deen gyártásában. Az animesorozatot Vatanabe Takasi rendezte, zenéjét Kavai Kendzsi komponálta. Az anime a TBS csatornán volt látható Japánban 2001. október 13. és 2002. szeptember 28. között. A sorozat a manga első tizenkét kötetén alapul. 2002. február 6. és 2003. június 4. között 17 DVD-kötetbe gyűjtve jelentette meg a King Records.
Az Észak-Amerikai forgalmazási és vetítési jogokat a Tokyopop szerezte meg. A Tokyopop az animét is Rave Master cím alatt forgalmazta megvágva, mind tartalmilag, mind hosszában módosítva. Az eredetitől eltérő zenei aláfestést Glenn Scott Lacey szerezte. Televízióban először a Cartoon Network Toonami műsorblokkjában volt látható 2004 júniusától. A sorozat második felének amerikai premierje 2005. január 22-én volt. A SyFy 2009. március 16. és 2009. szeptember 21. között vetítette „Ani-Monday” műsorblokkjában. A Tokyopop miután korábban megjelentette az első három kötetet, 2010-ben teljesen kiadta a sorozat angol nyelvű változatát.
A Fairy Tail × Rave one-shot crossover mangából OVA-adaptáció készült, amelynek gyártását maga Masima Hiro felügyelte és közben kibővítette az eredeti történetet, több szereplőt átemelve a The Groove Adventure Rave-ből. Az OVA 2013. augusztus 16-án jelent meg a Fairy Tail 39. kötete mellé csomagolva.

### Zenei albumok
Az animesorozat zenéjét Kavai Kendzsi komponálta, amelyet négy CD-n jelentetett meg a King Records. Az első lemez 2002. február 28-án jelent meg Rave The Song & Story (RAVE THE SONG & STORY) címen és 19 számot tartalmaz. A második lemez a Rave Vocal & Soundtrack II – All Need is Rave (RAVE ボーカル&サウンドトラックII All need is RAVE) címet viseli és 2002. május 22-én jelent meg 37 számmal. A harmadik lemez Rave Original Soundtrack III – Music Side (RAVE オリジナルサウンドトラック III「MUSIC SIDE」) címmel 2002. augusztus 22-én jelent meg 26 számmal, míg a negyedik lemez Rave Drama & Character Song – Variety Side (RAVE ドラマ&キャラクターソング 「VARIETY SIDE」) címen jelent meg 2002. október 23-án, 15 számmal. A Geneon szintén kiadott egy, a japán zenei anyagon alapuló CD-t az angol nyelvű változathoz Rave Master: Music Side címmel 2004. június 8-án. A lemezen 26 szám található összesen 60 percben.
Az animében négy témazene, két nyitó- és két zárótéma volt hallható. Az 1–25. epizódig terjedő első évadban a nyitótéma a Butterfly Kiss című szám volt, míg a zárófőcím alatt a Kohaku no jurikago (琥珀の揺りかご; Hepburn: Kohaku no yurikago) volt hallható. Mindkét dalt Jonekura Csihiro adta elő, a dalok közös kislemezen jelentek meg 2001. október 31-én a King Records kiadásában. A második évadban Kumoko Higher and Higher című dala volt a nyitótéma, míg a zárótéma a Hikouszen (飛行船; Hepburn: Hikousen) volt, szintén Kumoko előadásában. A két dalt szintén közös kislemezen jelentette meg a King Records 2002. április 27-én. Az angol nyelvű változat teljesen új nyitó- és zárótémát kapott. A főcím alatt a Reel Big Fish Rave-o-lution, míg a zárófőcím alatt Jennifer Paige The Power of Destiny című száma volt hallható.

### Videójátékok

A Groove Adventure Rave: Fighting Live

A Konami eddig hat The Groove Adventure Rave-videójátékot adott ki. Három játék PlayStationre jelent meg, ebből kettő, a Groove Adventure Rave és folytatása, a Groove Adventure Rave: Mikan no hiszeki szerepjáték, a Plue no daibóken from Groove Adventure Rave pedig platformjáték.
Nintendo konzolra jelent meg a Groove Adventure Rave és a Groove Adventure Rave 2: Hikari to jami no daikesszen (angol nyelvterületen Rave Master: Special Attack Force!), továbbá kiadásra került két verekedős játék Game Boy Advance-re, illetve a Groove Adventure Rave: Fighting Live (angol nyelvterületen Rave Master) Nintendo GameCube-ra.

## Fogadtatás
A The Groove Adventure Rave manga jól teljesített a nyugati forgalmazásban, a Diamond Comic Distributors képregény-eladási listáin is többször megjelent. Mind a manga, mind az anime pozitívan jelenik meg Jason Thompson Manga: The Complete Guide című könyvében, ahol pozitív kritika mellett négyből három csillagot adott a sorozatnak. Thompson szerint a Rave történetben és illusztrálásban is relatíve bizonytalanul indít, de az első nagyobb fejezet után fejlődés figyelhető meg, és elválik a többi mangasorozattól. Más kritikusokhoz hasonlóan, Thompson is megjegyzi, hogy a Rave számos szerethető szereplőt gyűjt össze.
Chris Beverdige a Mania Entertainmenttől az egyik meglepetésekben leggazdagabb sorozatnak nevezte, melyet valaha olvasott és azt tanácsolta az olvasóknak, hogy egy helyett több kötetet vegyenek meg egyszerre, így jobban élvezhetik az összefüggő, köteteken átívelő történetrészeket. Méltatta továbbá az érzelmi töltettel párosított harcjeleneteket. Az UK Anime Network írója, Rory Carlyle a sorozatot „nagyon jó”-nak minősítette annak ellenére, hogy feltűnnek benne más sónen mangákban, mint a Dragon Ball Z-ben is látott klisék. A szereplőket modernnek és csinosnak találta, a főszereplőn, Harun a Final Fantasy VII Cloudjának hatását vélte felfedezni. Carlyle-t meglepte a többféle szereplődizájn, amelyek között megtalálhatók humanoid és superdeformed szereplők is. Allen Divers (Anime News Network) szintén dicsérte a rajzmunkát, de az egyszerű történetvezetés alapján úgy utalt a sorozatra, hogy „tégy egy próbát, mielőtt megvennéd”.
A nyomtatott művel szemben a televíziós animesorozat angol nyelvű változata számos komoly kritikát kapott, főként a módosítások miatt. A kritikusok szerint az eredeti szöveg átírása erőltetett humort és zavaró interakciókat teremtett a szereplők között. Az animációt pozitívan értékelték, de a harcjeleneteket nem találták szórakoztatónak. Az Anime News Network és a DVDTalk kritikusa is úgy vélte, hogy a Rave Master inkább a fiatalabb korosztályhoz illik és valószínűsítették, hogy a Tokyopop ki fog adni egy vágatlan változatot az idősebb rajongók számára. Az angol változat zenei aláfestését erős kritikával illették, mivel nem illett a sorozathoz, az angol szinkronszínészek teljesítményében pedig csalódtak.
A német AnimaniA szerint a Rave „vicces és sikeres keveréke a sci-fi, a fantasy és a western elemeknek”. A magazin az InuYasha és a One Piece sorozatokhoz hasonlónak találja, így nem érzi igazán eredetinek, de úgy véli, hogy ezek a címek nagyban hozzájárultak a Rave sikeréhez Japánban. Dicsérte Masima Hiro világos és változatos rajzait, a panelméreteket és a rugalmas történetet. Az első kötet kritikájában a MangasZene úgy ír, hogy a sorozat cselekménye egymás mellé helyezett standard történetdarabokból áll, melyek gyakran emlékeztetnek a régi sikeres sorozatokra.
A sorozat népszerűségének köszönhetően számos kapcsolódó termék, így akciófigurák, gyűjtögetős kártyajátékok, társasjátékok kerültek piacra.

## Fordítás
Ez a szócikk részben vagy egészben  a   Rave Master című angol Wikipédia-szócikk ezen változatának fordításán alapul.  Az eredeti cikk szerkesztőit annak laptörténete sorolja fel. Ez a jelzés csupán a megfogalmazás eredetét és a szerzői jogokat jelzi, nem szolgál a cikkben szereplő információk forrásmegjelöléseként.